# Xã Ohio, Quận Franklin, Kansas
Xã Ohio (tiếng Anh: Ohio Township) là một xã thuộc quận Franklin, tiểu bang Kansas, Hoa Kỳ. Năm 2010, dân số của xã này là 770 người.